# Pogonioefferia clementei
Pogonioefferia clementei is een vliegensoort uit de familie van de roofvliegen (Asilidae). De wetenschappelijke naam van de soort is voor het eerst geldig gepubliceerd in 1945 door Wilcox & Martin.